# NGC 3241
NGC 3241 je prečkasta spiralna galaktika u zviježđu Zračnoj pumpi.

## Vanjske poveznice
- SEDS: NGC 3241
- (eng.) Revidirani Novi opći katalog
- (eng.) Izvangalaktička baza podataka NASA-e i IPAC-a
- (eng.) Astronomska baza podataka SIMBAD
- (eng.) VizieR